# Petrolisthes coccineus
Petrolisthes coccineus är en kräftdjursart som först beskrevs av Richard Owen 1839.  Petrolisthes coccineus ingår i släktet Petrolisthes och familjen porslinskrabbor. Inga underarter finns listade i Catalogue of Life.